# Kleksografia

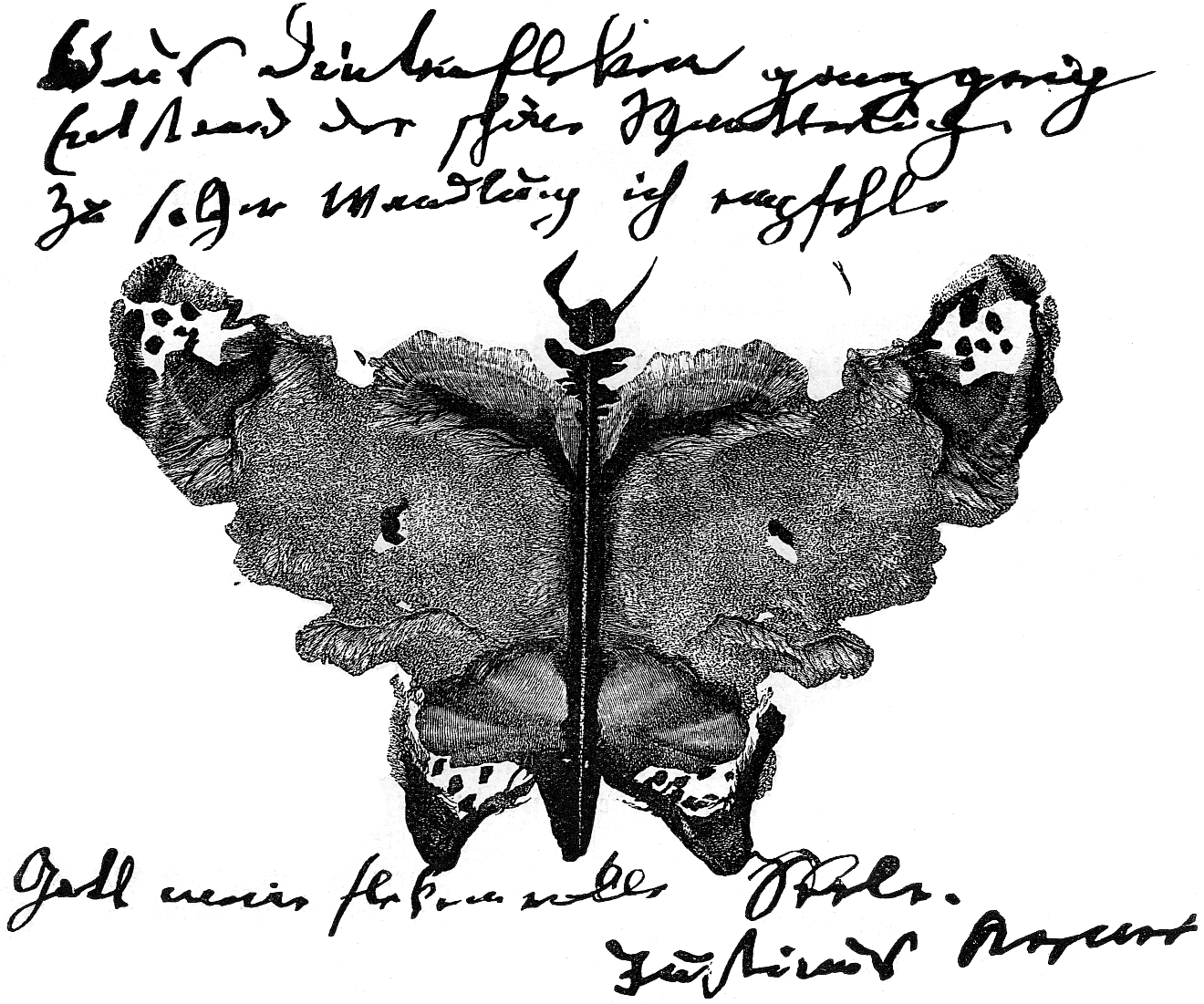
Kleksografia di Justinus Kerner, pubblicata nel 1879

Kleksografia è l'arte di produrre una immagine piegando un foglio contenente macchie di inchiostro inkblots. Il pioniere di tale arte fu Justinus Kerner, che incluse le kleksografie nei suoi libri di poesia. Dal 1890, gli psicologi hanno usato le immagini prodotte con questa tecnica come strumento per studiare il subconscio. Il più famoso è Hermann Rorschach nel suo Rorschach inkblot test.

## Metodo
Macchie di inchiostro vengono spruzzate su un foglio di carta e il foglio viene piegato a metà, in modo tale che l'inchiostro si sparga e formi una imagine che si riflette sulle due metà.
Il foglio viene poi aperto per far asciugare l'inchiostro. L'immagine ottenuta può essere interpretata come somigliante ad oggetti reali. Trovare una somiglianza fra le macchie di inchiostro ottenute e oggetti in natura è una caratteristica umana nota come apophenia.

## Storia

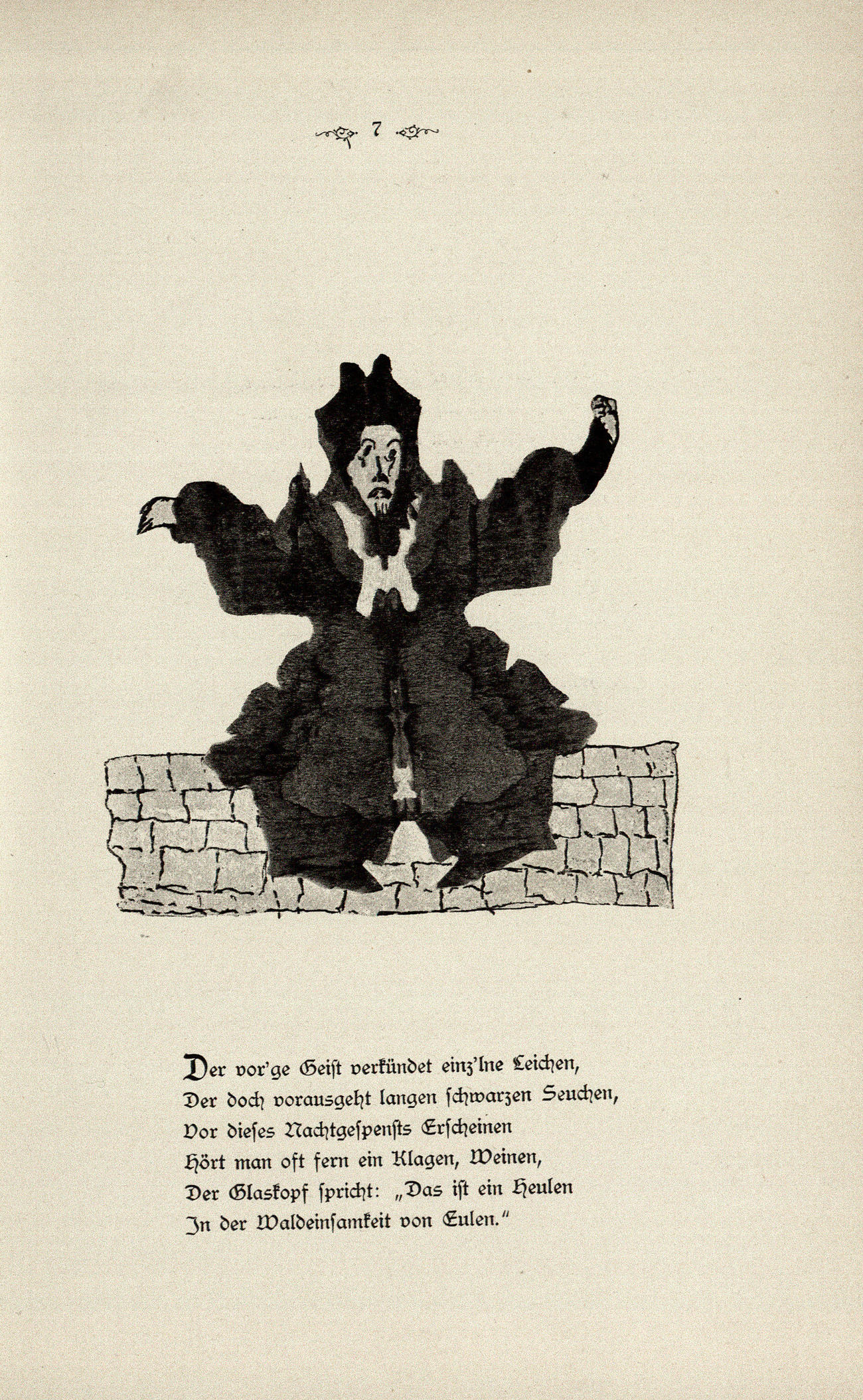
Una pagina di poesia ed arte da Justinus Kerner's Klecksographien (1890)

Justinus Kerner inventò questa tecnica quando accidentalmente gli caddero delle macchie di inchiostro sulla carta per problemi alla vista. Trovò che le figure che apparivano aprendo il foglio erano interessanti e non le gettò. Elaborò queste forme e le usò per illustrare i suoi poemi. Kerner cominciò una collezione di kleksografie e poesia nel 1857 intitolate Kleksografie. La collezione non fu pubblicata fino al 1890 a causa della sua morte nel 1862.
Nel 1896, un simile gioco fu descritto negli Stati Uniti United da Ruth McEnery Stuart e Albert Bigelow Paine in un libro intitolato  Gobolinks, or Shadow-Pictures for Young and Old. Il libro spiegava come fare mostri di inchiostro ("gobolinks") e usarli come spunto per scrivere versi immaginari.

## Uso in psicologia

### Binet e Henri
Nel 1895, Alfred Binet e il suo associato Victor Henri suggerirono dapprima che le macchie di inchiostro potessero essere usate nella ricerca psicologica, argomentando che la interpretazione delle macchie di inchiostro potessero essere usate nello studio delle variazioni in ‘involuntary imagination’.

### Rorschach
Hermann Rorschach da bambino in Svizzera si divertiva così tanto a fare kleksografie che i suoi amici gli diedero il soprannome  "Klecks", che significava "macchia". Come studente di medicina, Rorschach studiò con lo psichiatra Eugen Bleuler, che aveva insegnato a Carl Jung. Studiando i lavori di Freud sul simbolismo dei sogni, Rorschach si ricordò del suo hobby giovanile e creò il suo Rorschach test per vedere se le reazioni della gente alle macchie di inchiostro potevano essere usate come mezzo per scoprire desideri inconsci. Il test è essenzialmente una variazione della tecnica verbale di Freud.